# 憤死
| ウィキペディアには「憤死」という見出しの百科事典記事はありません（タイトルに「憤死」を含むページの一覧/「憤死」で始まるページの一覧）。 代わりにウィクショナリーのページ「憤死」が役に立つかもしれません。 |